# NGC 7570
NGC 7570 é uma galáxia espiral barrada (SBa) localizada na direcção da constelação de Pegasus. Possui uma declinação de +13° 29' 00" e uma ascensão recta de 23 horas, 16 minutos e 44,7 segundos.
A galáxia NGC 7570 foi descoberta em 17 de Novembro de 1784 por William Herschel.